# Clementine (canção)
"Clementine" (estilizada em letras minúsculas) é uma canção da cantora norte-americana Halsey. Foi lançado em 29 de setembro de 2019 como o primeiro single promocional de seu álbum de estúdio, Manic (2020).

## Antecedentes
Em março de 2019, Halsey anunciou que seu próximo terceiro álbum de estúdio seria lançado em 2019 e que ela quer que seja "perfeito". Halsey lançou "Clementine" em comemoração ao seu aniversário de 25 anos.

## Vídeo musical
O videoclipe de "Clementine" foi lançado com a música em 29 de setembro de 2019. O vídeo mostra Halsey e seu irmão fazendo dança interpretativa em um aquário. 

## Créditos
Créditos adaptados do Tidal.
- Halsey - Vocal
- John Cunningham - produtor, programação
- Ashley Frangipane - compositor, Letrista
- Johnathan Carter Cunningham - compositor, Letrista
- Chris Gehringer - engenheiro de masterização
- John Hanes - engenheiro de mixagem
- Serban Ghenea - misturador

## Histórico de lançamento
| Região | Data                   | Formato                    | Gravadora | Ref.   |
| ------ | ---------------------- | -------------------------- | --------- | ------ |
| Mundo  | 29 de setembro de 2019 | Download digital streaming | Capitol   | [ 11 ] |